# Tigersushi Records
Tigersushi Records est un label de disque et d'une ligne de vêtements créé en 2000 par Joakim et son frère Mattias. Une marque de prêt à porter (Tigersushi Furs) du label électro du même nom a été créée par les cousines des dirigeants du label, elle se veut un laboratoire de création et propose des vêtements et accessoires de mode.

## Artistes produits
- Crackboy
- Desmond and the tutus
- Discipline
- D*I*R*T*Y
- DyE (en)
- Guillaume Teyssier
- Joakim
- Krikor
- Maestro
- More G.D.M.
- Nakion
- Pánico
- Poni Hoax
- Principles of Geometry
- Sir Alice
- Yes wizard